# François-Xavier Demaison

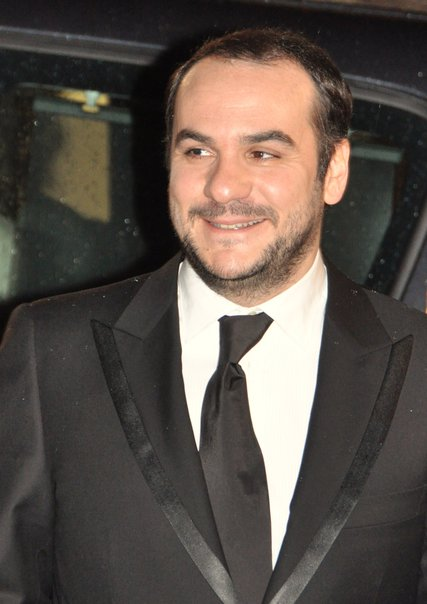
François-Xavier Demaison (2010)

François-Xavier Demaison (* 22. September 1973 in Asnières-sur-Seine, Hauts-de-Seine, Frankreich) ist ein französischer Schauspieler. 

## Biografie
François-Xavier Demaison ist der Sohn zweier Rechtsanwälte. Auch sein jüngerer Bruder und seine beiden jüngeren Schwestern arbeiten im Justizsystem. Er studierte Schauspiel an der renommierten Filmhochschule Cours Florent und brach seine Künstlerkarriere zu Gunsten eines Abschlusses in Jura und Politik am Institut d’études politiques de Paris ab. Er bekam einen Job bei Landwell & Associés, einer Kanzlei von PricewaterhouseCoopers, als Wirtschaftsprüfer und arbeitete fortan in New York City.
Die Terroranschläge am 11. September 2001 erlebte er aus seinem Büro in Manhattan, wobei die Erlebnisse so einschneidend für ihn waren, dass er sich entschied, sich von seiner Frau zu trennen und fortan nur noch als Schauspieler zu leben. Er spielte fortan Theater und hatte kleinere Nebenrollen, bevor er in der 2007 erschienenen und von Gérard Krawczyk inszenierten Krimi-Komödie L’Auberge rouge – Mord inklusive an der Seite von Christian Clavier, Josiane Balasko und Gérard Jugnot auf der Leinwand debütierte. Für seine Darstellung des Coluche in der Filmbiografie Coluche, l'histoire d'un mec wurde er bei der Verleihung des französischen Filmpreises César 2009 als Bester Hauptdarsteller nominiert.

## Filmografie (Auswahl)
- 2007: L'Auberge rouge – Mord inklusive (L'Auberge rouge)
- 2008: C’est la vie – So sind wir, so ist das Leben (Le premier jour du reste de ta vie)
- 2008: Coluche, l'histoire d'un mec
- 2009: Der kleine Nick (Le petit Nicolas)
- 2010: Das Labyrinth der Wörter (La Tête en friche)
- 2010: Glück auf Umwegen (La chance de ma vie)
- 2010: Spurlos (Sans laisser de traces)
- 2011: 360
- 2011: Ein griechischer Sommer (Nicostratos le pélican)
- 2012: Die Abenteuer der kleinen Giraffe Zarafa (Zarafa)
- 2013: Paris um jeden Preis (Paris à tout prix)
- 2014: Der kleine Nick macht Ferien (Les vacances du petit Nicolas)
- 2017: Hochzeit ohne Plan (Jour J)
- 2018: Liebe bringt alles ins Rollen (Tout le monde debout)
- 2018: Ein Dorf zieht blank (Normandie nue)
- 2022: La Syndicaliste

## Auszeichnung (Auswahl)
- César 2009: Nominierung als Bester Hauptdarsteller für Coluche, l'histoire d'un mec